# دازگاره تخته
دازگاره تخته مربوط به هزاره اول قبل از میلاد است و در شهرستان سمنان، بخش مهدیشهر، دهستان پشتکوه، روستای دازگاره واقع شده و این اثر در تاریخ ۲۶ اسفند ۱۳۸۷ با شمارهٔ ثبت ۲۶۰۴۲ به‌عنوان یکی از آثار ملی ایران به ثبت رسیده است.